# Оскар Берже-Левро
Оска́р Франсуа́ Жорж Берже́-Левро́ (фр. Oscar François George Berger-Levrault; 9 травня 1826, Страсбург — 24 вересня 1903, Нансі) — французький книготорговець зі Страсбурга, відомий філателіст, автор першого друкованого списку поштових марок (1861), який передував каталогу марок Альфреда Потіке.

## Біографія

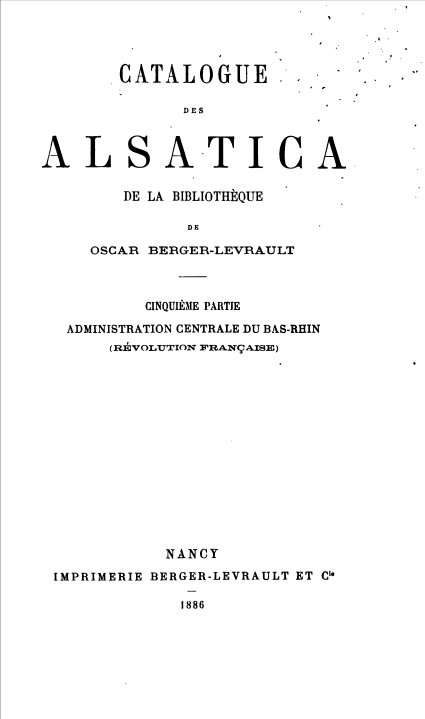
Каталог «Ельзатіка», виданий Оскаром Берже-Левро (Нансі, 1886)

Народився в 1826 році в Страсбурзі. Займався книжковою торгівлею та видавництвом. Відомий як видатний колекціонер марок.
17 вересня 1861 року видав «Опис відомих досі поштових марок», в який були включені всі 973 відомі на той час марки, а також цілісні речі. Однак в описі були відсутні ілюстрації, а також був ряд фактичних помилок. Цю філателістичну працю Берже-Левро призначив для своїх друзів, тому тираж становив лише 40-50 примірників. Поодинокі копії друкованого списку марок Берже-Левре зберігаються в Британському музеї в Лондоні і в Національному поштовому музеї США.
«Опис відомих досі поштових марок» Берже-Левро вважається першим каталогом поштових марок, хоча пріоритет Берже-Левро викликає сумнів з огляду на каталог «Hand Catalogue of Postage Stamps», який був виданий в тому ж році англійцем Джоном Едвардом Греєм і також не містив ілюстрацій. У грудні 1861 року Альфред Потіке видав у Парижі каталог, який являв собою значно доповнений, покращений та ілюстрований варіант оригінального списку Берже-Левро.
Перший перелік Берже-Левро витримав 12 видань протягом 1861—1864 років. В останньому виданні 1864 року до опису було включено вже 2,200 марок. Згодом Берже-Левре також випускав повноцінні каталоги поштових марок.
У 1870 році Берже-Левре влаштувався в Нансі, але зважаючи на велику завантаженість став приділяти колекціонуванню марок все менше і менше своєї уваги. Однак, кілька його праць з філателії виходили пізніше в німецьких журналах.
Помер в 1903 році там же, в Нансі. Посмертно був включений, поряд з іншими «батьками філателії», до почесного «Списку видатних філателістів».

## Каталоги марок, випущені Берже-Левро
- Berger-Levrault O. [Timbres-poste.] — Strasbourg: Ve. Berger-Levrault & fils, [1861]. — 12 p.(фр.)
- Les timbres-poste: catalogue méthodique et descriptif de tous les timbres-poste connus. — Paris: Ve. Berger-Levrault et fils, 1867. — xiii, 147 p. (фр.)